# Virgilio Olano
Virgilio Olano Bustos (1945 - 2006) fue un médico, cirujano y escritor colombiano.

## Biografía
Doctor honoris causa por Hankuk, Taipéi y Barranquilla y miembro de diversas sociedades de medicina y tauromaquia, fue embajador de Colombia en Corea, Filipinas e Indonesia,[cita requerida] y ameritado con títulos como el de Caballero de la Orden del Santo Sepulcro de Jerusalén, las llaves de la ciudad de Manila y las llaves de los Viñendos Papales de Avignón.[cita requerida]

## Obras

### Libros de Poesía
- ¿Yo Poeta?
- Hojas de Cirugía
- Sangre, Luces, Sol y Sombra
- Zoonetos infantiles
- Mi raza (traducido a siete idiomas)
- Sonetos por docenas
- Sonetos de infarto

### Obras de teatro
De España vengo. (Zarzuela)
- Al diablo con la pezuña (Sainete)
- La portalina (Sainete infantil)

### Trabajos científicos
- Conducta ideal en la atrofia esofágica
- Variaciones del tubo en T
- La "Embolada" del Colédoco
- La salud de los hombres famosos

### Novelas
- Olimpo S.O.S.
- Tras la senda de Manolete
- Los guantes blancos del cirujano
- Horus
- Junior
- Cometas (pensamientos)
- Las casas de cultura en Cundinamarca
- Hōpitel Bogotá
- Diccionario de rimas
- Sor Angélica